# 3 nap a halálig
A 3 nap a halálig (eredeti cím: 3 Days to Kill) 2014-ben bemutatott francia-amerikai akció-thriller, melyet Luc Besson és Adi Hasak forgatókönyvéből McG rendezett. A főszerepben Kevin Costner, Amber Heard, Hailee Steinfeld, Connie Nielsen, Richard Sammel és Eriq Ebouaney látható. 
Az Amerikai Egyesült Államokban 2014. február 21-én mutatták be, Magyarországon három héttel később szinkronizálva, március 13-án a Big Bang Media jóvoltából. Bevételi szempontból jól teljesített, de a kritikusok negatívan fogadták.

## Rövid történet
Egy haldokló CIA-ügynök megpróbál újra kapcsolatba lépni elhidegült lányával. Egy utolsó megbízásért cserébe felajánlanak neki egy kísérleti gyógyszert, amely megmentheti az életét.

## Cselekmény
Egy tapasztalt CIA ügynök, Ethan Renner együtt dolgozik egy csapattal, hogy elfogja az Albínót vele együtt a főnökét is; Az úgynevezett Farkas egy német fegyverkereskedő, aki a bandával arra készül, hogy terroristacsoportoknak adjanak el nukleáris anyagokat és bombát. Az albínó kikövetkezteti a tervezett csapdát, amikor felismeri az egyik ügynököt, mellyel rögtön végez. Rennernek sikerül megbénítania az Albínót lábon lövéssel, de nem tudják elfogni. 
Vivi Delay elit CIA bérgyilkos, akit az igazgató személyesen jelölt ki arra a célra, hogy figyelje a Farkas megölését, észreveszi, hogy Renner tudatán kívül már látta őt. 
Renner időközönként erősen köhög. Reggel egy kórházban ébred, ahol azt diagnosztizálják rajta, hogy súlyos agydaganata van, amely átterjedt a tüdejére. Közlik vele, hogy legfeljebb csak néhány hónapja van hátra az életéből. Évtizedek óta veszélyesnek tartotta a munkáját, amit titokban tartott a felesége, Christine és lánya, Zooey előtt, hogy ne aggódjanak miatta. Úgy dönt, hogy a hátralevő idejét együtt tölti az exfeleségével és az elhidegült lányával, hogy ismét megerősítse kapcsolatukat. Visszatér Párizsba, ahol  külön élt a családjától, de a lakásában egy afrikai családot lát lakni. Panaszt tesz a kormánynak, hogy nincs joguk kilakoltatni ős, és a rászorulóknak átadni, míg ő oda volt télen.
Ethan kellemetlenül érzi magát, hogy eltávolodott a családjától, de megpróbál velük újra kapcsolatba lépni. Tájékoztatja Christine-t a halálos betegségéről. A nő lehetővé teszi számára, hogy újra együtt legyen a lányával, amikor neki egy üzleti ügy miatt el kell utaznia az országból, emiatt kénytelen rábízni Zooeyt. Vivi ügynök felkeresi Ethant, hogy megtalálja és megölje a Farkast –– cserébe egy kísérleti gyógyszert ad neki, amely esetleg meghosszabbítja az életét. Renner vonakodva, de elfogadja az ajánlatot, hogy minél több időt tölthessen együtt a családjával. Vivi elmondja neki, hogyan ejtse csapdába a Farkast. Végeznie kell egy gyilkossal, aki a Farkas könyvelője, viszont el kell elrabolnia a banda limuzin sofőrjét, aki elvezetheti a célszemélyhez. 
Renner küzd a hallucinogén hatású gyógyszer hatásai ellen. A pulzusszáma egyre magasabbra növekedik, amit csak alkoholfogyasztással tud csökkenteni. Elkezd foglalkozni Zooey iskolai problémáival is, beleértve a folytonos füllentéseit, majd rájön, hogy titokban bulizni jár. Sikerül neki megoldania ott a bajt, és lassan helyre áll az apa-lánya kapcsolat, ami a feleségét lenyűgözi.
Elkezdi követni a Farkast és az Albínót a metróban, de ketten fölénybe kerülnek, amikor Rennerre rátör a rosszullét. Az Albínó megpróbálja megölni egy szembejövő vonat által, de Renner még tud annyi erőt venni magán, hogy az Albínót kilökje elé. A Farkas viszont elmenekül. 
A családot felkérik, hogy vegyen részt Zooey barátjának partiján, ahol történetesen az apjának az üzlettársa a Farkas. Rennernek sikerül megvédenie Christine-t és Zooeyt, mikor a Farkas emberei elkezdenek lövöldözni; megöli mindet. Ahogy a Farkas a liftben szorul, Renner a kábelt szétlövi, melytől lezuhan az alagsor aljára. A Farkas sebesülten kimászik, de Renner ismét bekábul és elejti a fegyverét, amit a Farkas majdnem felvesz. Vivi odarúgja a pisztolyt Rennernek és azt mondja neki, hogy fejezze be a munkát és ölje meg őt, de úgy dönt, hogy nem teszi meg, mert „Megígérte a feleségének, hogy abbahagyja”. Vivi ekkor felveszi a pisztolyt és megöli a Farkast.
A mostanra nyugdíjas Renner ünnepli a karácsonyt egy tengerparti házban a családjával. Talál egy kis becsomagolt ajándékot az asztalon, amely egy másik injekciós ampullát tartalmaz a betegsége ellen. Amikor Renner kinyitja a csomagot, a ház mögött a dombon Vivi látható, ahogyan mosolyog.

## Szereplők
| Színész          | Szerep                                                                  | Magyar hang       |
| ---------------- | ----------------------------------------------------------------------- | ----------------- |
| Kevin Costner    | Ethan Renner                                                            | Sörös Sándor      |
| Connie Nielsen   | Christine Renner, Ethan exfelesége                                      | Pápai Erika       |
| Hailee Steinfeld | Zooey Renner, Ethan eltávolodott 16 éves lánya                          | Csifó Dorina      |
| Amber Heard      | Vivi Delay, egy elit CIA bérgyilkos                                     | Zsigmond Tamara   |
| Richard Sammel   | A Farkas, német fegyver-kereskedő                                       | Haás Vander Péter |
| Eriq Ebouaney    | Jules, egy afrikai férfi, akinek a családja Ethan lakásában tartózkodik | Jakab Csaba       |
| Marc Andréoni    | Mitat Yilmaz                                                            | Mikó István       |
| Raymond J. Barry | CIA-alkalmazott                                                         | Cs. Németh Lajos  |
| Bruno Ricci      | Guido, az olasz férfi                                                   | Scherer Péter     |
| Jonas Bloquet    | Hugh, Zoey barátja                                                      | Czető Roland      |

## Fogadtatás

### Bevételi adatok
A 28 millió dollárból készült film a nyitóhétvégén 12 242 218 millió dollárt termelt, így A Lego-kaland (31,3 millió dollár) után a második helyezést érte el a mozikban. Az Amerikai Egyesült Államokban 30 697 999, míg a többi országban 22 562 231 millió dolláros bevételt ért el, az összbevétele így 53 260 230 dollár lett.

### Kritikai visszhang
A Metacritic oldalán a film értékelése 40% a 100-ból, amely 30 véleményen alapul. A Rotten Tomatoeson a film 29%-os minősítést kapott, 108 értékelés alapján.

## Fordítás
- Ez a szócikk részben vagy egészben  a(z)   3 Days to Kill című angol Wikipédia-szócikk fordításán alapul.  Az eredeti cikk szerkesztőit annak laptörténete sorolja fel. Ez a jelzés csupán a megfogalmazás eredetét és a szerzői jogokat jelzi, nem szolgál a cikkben szereplő információk forrásmegjelöléseként.